# Henri Merckel
Pour les articles homonymes, voir Merckel.
Henri Jean Paul Marie Merckel est un violoniste français né le 22 décembre 1897 à Paris 6e et mort le 10 décembre 1969 à Boulogne-Billancourt.

## Biographie
Henri Merckel est né à Paris. Il commence le violon à l'âge de 4 ans. Il étudie dans la classe de Guillaume Rémy au Conservatoire de Paris.
La Première guerre mondiale retarde le début de sa carrière. En 1920, il se produit à l'Orchestre du Théâtre des Champs-Élysées. En 1924, il entre comme soliste à l'Orchestre du Théâtre National de l'Opéra puis en devient Premier violon en 1930. Il occupera cette place jusqu'en 1960. Il a aussi été Membre de l'Orchestre des concerts Straram, de l' Orchestre national de la Radiodiffusion française ainsi que de l'Orchestre de la Société des concerts du Conservatoire (En tant que Premier violon de 1930 à 1935).
Il utilisait un violon de la famille de luthiers Italiens Gagliano (en).

## Famille
Sa sœur Alice Merckel (1899-1973) pratiquait l'Alto et l'a accompagné au cours de sa carrière.

## Discographie
Henri Merkel s'intéressait aussi bien par la musique classique ancienne (François Couperin, Henry Purcell) que contemporaine (Jean Rivier, Florent Schmitt). Il nous a laissé plusieurs enregistrements notables :
- 1934 : Symphonie espagnole d'Édouard Lalo
- 1935 : Concerto pour violon no 3 de Camille Saint-Saëns
- 1941 : Concerto en do majeur pour violon et orchestre de Jean Hubeau

## Récompenses et distinctions
- 1914 : premier prix de violon du Conservatoire de Paris[2]
- 1929 : vainqueur de la compétition pour la place de Premier violon de l'Orchestre de la Société des concerts du Conservatoire[7]
- 1941 : dédicataire et premier interprète du Concerto en do majeur pour violon et orchestre de Jean Hubeau[8]
- 1934 : prix Candide pour l'enregistrement de la Symphonie espagnole d'Édouard Lalo[5]
- Chevalier de la Légion d'honneur[9]